# Seth Neddermeyer

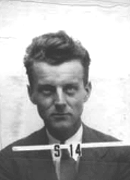
Seth Neddermeyer (Foto auf seinem Los-Alamos-Dienstausweis während des Zweiten Weltkriegs)

Seth Henry Neddermeyer (* 16. September 1907 in Richmond, Michigan; † 29. Januar 1988 in Seattle, Washington, USA) war ein US-amerikanischer Physiker und Mitentdecker des Myons.
Neddermeyer studierte an der Stanford University (Bachelor 1929) und promovierte 1935 bei Robert Oppenheimer am Caltech, wo er danach bis 1941 Research Fellow war. Er war im Zweiten Weltkrieg zunächst beim Proximity Fuze Project des National Bureau of Standards (1941 bis 1943) und dann auf Einladung Oppenheimers bis 1946 ein Mitarbeiter beim Manhattan Project. Ab 1946 war er Associate Professor und später Professor an der University of Washington. Ab 1973 war er dort Professor Emeritus.
Beim Manhattan Project war er 1943 ein energischer Befürworter des Implosions-Konzepts für die Atombombe (mit Plutonium als Spaltstoff), ein Konzept das damals zunächst skeptisch aufgenommen wurde. Neddermeyer führte die erste eingehende theoretische Analyse in einem Memorandum vom April 1943 durch. Oppenheimer machte ihn daraufhin zum Leiter einer neuen Gruppe, der späteren E-5 (Implosion) Group. Schwierigkeiten, eine perfekte sphärisch symmetrische Implosion zustande zu bringen, führten aber zur Einschaltung des Sprengstoffexperten George Kistiakowsky, der schließlich die Gruppe von Neddermeyer übernahm, was Neddermeyer erbitterte. Weitere Beiträge zum Implosionskonzept lieferten unter anderem John von Neumann und Edward Teller. Das Implosionskonzept wurde dann im Trinity-Test und in der Bombe auf Nagasaki (Fat Man) und in fast allen späteren Atombomben realisiert.
Gemeinsam mit Carl David Anderson entdeckte er 1936 die Myonen.
1945 wurde er Fellow der American Physical Society. 1982 erhielt er den Enrico-Fermi-Preis.